# Pflanzengalle

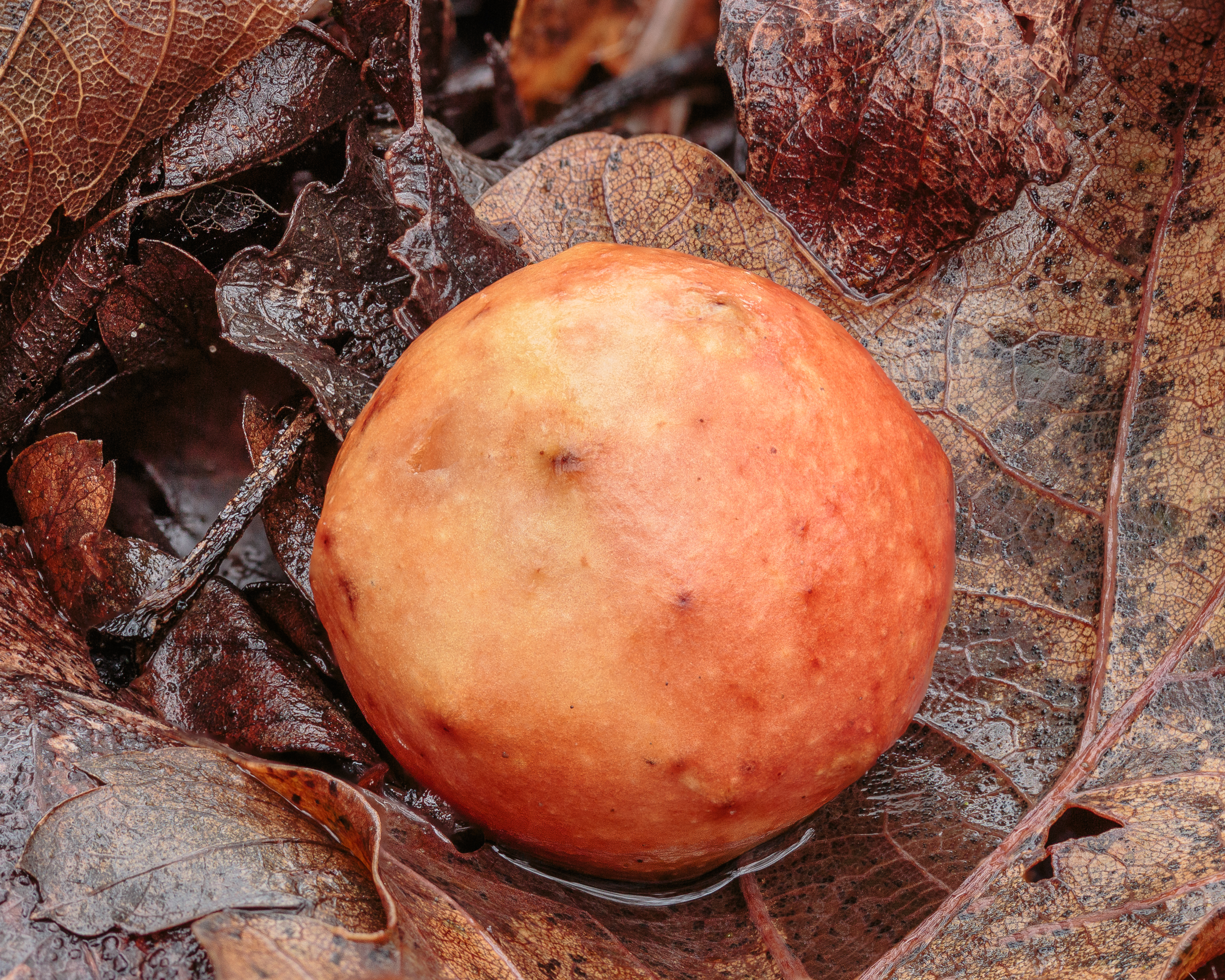
Gallapfel an einer Eiche

Eine Pflanzengalle oder Cecidie, auch Gallapfel und kurz Galle genannt, ist als kugelförmige Geschwulst an Pflanzen (von lateinisch galla, „Geschwulst an Pflanzen und Tieren“, insbesondere die durch den Stich einiger Gallwespen an Eichenblättern verursachte Eichengalle bezeichnend) eine Anomalie im Pflanzenwachstum, die durch fremde Organismen verursacht wird.
Die Wissenschaft der Pflanzengallen (Cecidien) wird als Cecidologie bezeichnet.
Eine allgemein akzeptierte Definition des Begriffs Pflanzengalle gibt es noch nicht. Diverse Versuche wurden bereits gemacht, um die Gallbildung an Pflanzen umfassend zu umschreiben. Die auch in aktueller Literatur häufig verwendete Definition von Ernst Küster aus dem Jahre 1953 definierte Pflanzengallen als „Produkte abnormen Wachstums“, die durch die „Einwirkung tierischer oder pflanzlicher Parasiten entstehen und den Nährboden für diese abgeben“.
Heutzutage gibt es aber auch viele andere Definitionen, die das Phänomen der Gallbildung beschreiben. Aufgrund der großen Vielfalt an Gallerregern fällt eine eindeutige Definition allerdings schwer, da einige Galltypen, wie beispielsweise Verkümmerungen bei der Ausbildung einzelner Organe, in den meisten Definitionen nicht erwähnt werden.

## Geschichte der Cecidologie
Während der wirtschaftliche Nutzen von einigen Gallen dem Menschen schon länger bekannt war, manche Galläpfel an Eichen dienten zum Beispiel zur Herstellung von Eisengallustinte und als Gerbstofflieferant in der Gerberei, begann die wissenschaftliche Erforschung dieses Fachgebiets der Biologie erst gegen Ende des 17. Jahrhunderts.
Die erste wissenschaftliche Beschreibung des Phänomens der Gallbildung an Pflanzen ist Hippokrates von Kos zuzurechnen, dieser hielt die beobachteten Wucherungen allerdings nur für spezielle Früchte der Pflanzen und erkannte keinen Zusammenhang zwischen Parasiten und Gallbildung.
Erst Marcello Malpighi leitete mit seinem Buch Anatome Plantarum idea den Durchbruch der Cecidologie ein. Dort beschrieb er im Kapitel De Gallis 60 verschiedene Gallformen ausführlich und versuchte sich an einer ersten Systematisierung und Definition des Phänomens der Gallbildung.

## Pflanzengallen erzeugende Lebewesen
Einfacher als die Definition einer Pflanzengalle ist die Beschreibung der Lebewesen, die die Gallbildung hervorrufen. Prinzipiell gilt, dass die Gallerzeuger beinahe aus dem ganzen Spektrum der Lebewesen kommen. Hervorgerufen werden sie aber insbesondere von Viren, Bakterien, Pilzen, Milben und Insekten. Den Großteil der gallerzeugenden Arten machen die Insekten aus. Insgesamt sind aus dem gesamten Spektrum der Lebewesen knapp 15.000 Arten bekannt, die zur Gallbildung an Pflanzen fähig sind.
Gallerreger und befallene Pflanzen leben nicht immer in einem parasitären Verhältnis, das der Pflanze Schaden zufügt. Abgesehen von einigen Arten wie der Reblaus, die Wirtspflanzen massiv schädigt, greifen die meisten Gallerzeuger in den Stoffwechsel ihres Wirts kaum messbar ein. Zwischen einigen Pflanzen und den auf bzw. in ihnen befindlichen Gallerzeugern gibt es sogar symbiotische Verhältnisse. Hierher gehören die Wurzelknöllchen der Schmetterlingsblütengewächse.

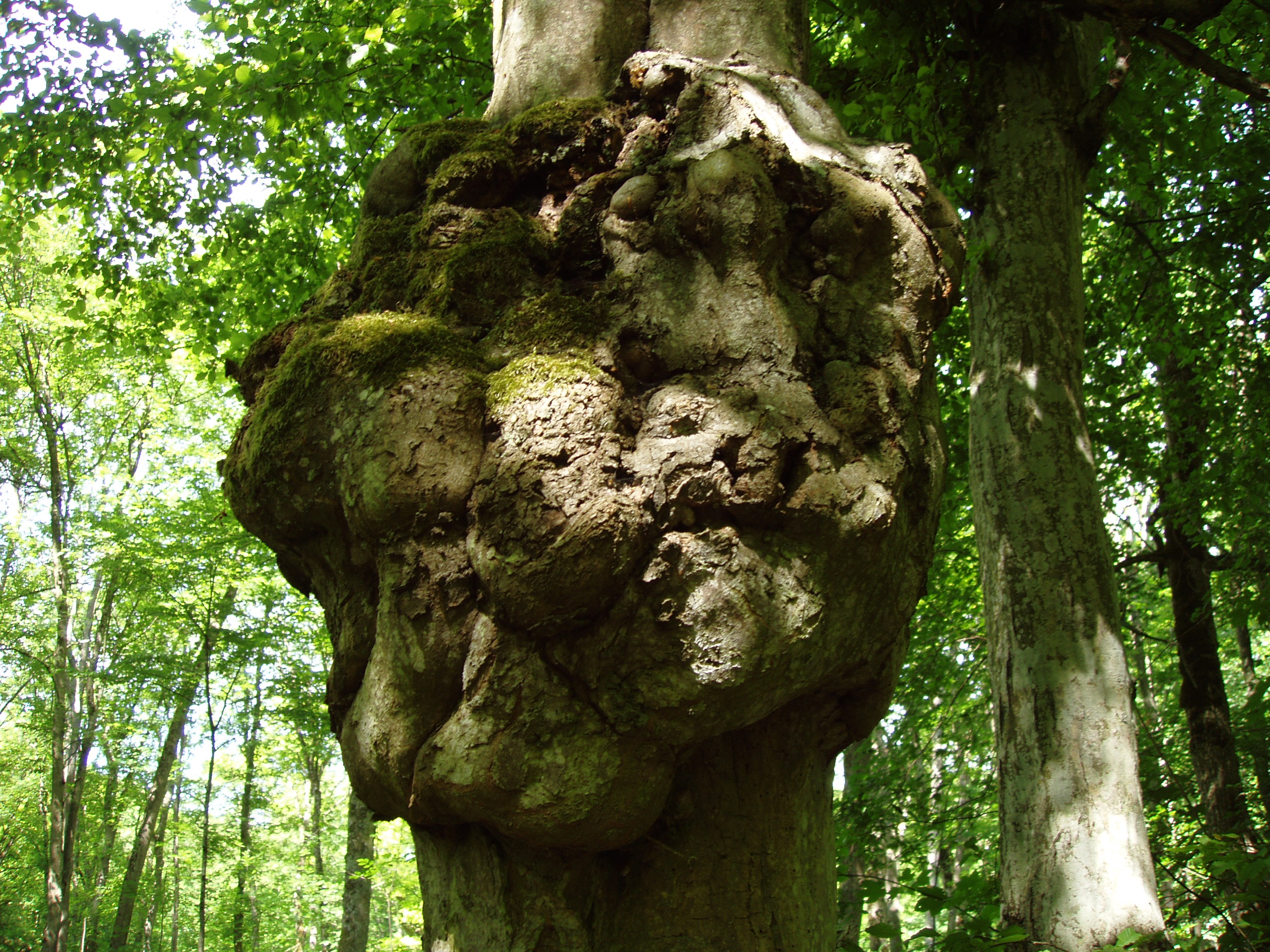
Baumkrebs

Zu den bekanntesten gallerzeugenden Lebewesen zählen die Gallwespen, die durch ihre häufig großen und von Farbe und Form her auffälligen Gebilde, die zumeist an Eichenblättern beobachtet werden können, auf sich aufmerksam machen. Die zweifellos größten Pflanzengallen werden von Pilzen ausgelöst, wie der Obstbaumkrebs. Manche Erreger fallen aber auch durch ihre außergewöhnlichen Lebensweisen auf, wie die Blattlausart Pemphigus spirothecae, in deren Generationszyklus Soldatenläuse vorkommen, die als Kaste auf eine eigene Fortpflanzung verzichten und stattdessen die Gallenpopulation gegen eindringende Feinde verteidigen. Damit ist eine der Bedingungen für Eusozialität erfüllt.
Viele der höher entwickelten Gallerzeuger weisen einen Generationenkreislauf auf, der sich im Verlauf eines oder mehrerer Jahre wiederholt und in dessen Verlauf asexuelle als auch sexuelle Vermehrung stattfindet. Oftmals geht ein Generationenwechsel mit dem Wechsel des Wirts oder des Lebensraums am Wirt einher.

## Entstehung einer Pflanzengalle
Die genaue Entstehung einer Pflanzengalle ist von Art zu Art sehr unterschiedlich. Während besonders bei niedrigeren Lebensformen allein die Präsenz und Vermehrung des Parasiten in den Pflanzenorganen zu den von außen sichtbaren Deformationen führt, haben höher entwickelte Lebewesen Methoden entwickelt, mit denen sie gezielt in das Wachstum der Pflanzenteile eingreifen. Das Spektrum an Veränderungen an der Pflanze reicht hierbei von dem gezielten Hervorrufen von Misswuchs bis hin zur Bildung von vollkommen neuen Organen, die sich aus den bereits bestehenden Organen der Pflanze heraus entwickeln.
Vor allem im Bereich der Insekten und Spinnentiere erzeugen die Tiere häufig durch ein von ihnen ausgelöstes Wachstum um sie herum abgeschlossene und nicht abgeschlossene Hohlräume, in denen sie Schutz vor Witterungsbedingungen und Fressfeinden haben.
Hervorgerufen und gesteuert wird die Gallentwicklung durch Insekten mittels Injektion sogenannter Cytokinine in das zu verändernde Pflanzengewebe, wodurch die für die Galle charakteristischen Formen hervorgerufen werden. Vor allem die höher entwickelten Gallerzeuger nutzen Cytokinine zur Bildung der Gallen. Diese Cytokinine können wachstumshemmende, wachstumssteigernde und allgemein regenerierende Vorgänge im Gallgewebe auslösen.
Gallentwicklungen laufen selten vollkommen gleich ab. Tatsächlich ist der Formenschatz, der von einer einzigen Art erzeugt werden kann, teilweise so groß, dass man die Gallen häufig verschiedenen Erzeugern zugeordnet hat.

## Einteilung der verschiedenen Gallformen
Grundsätzlich lassen sich Gallgebilde in Histoide und Organoide Gallen einordnen. Viele Gallen lassen sich aber auch nicht eindeutig zuordnen und weisen verschiedene Eigenschaften sowohl aus Bereichen der Histoiden als auch der Organoiden Gallen auf.

### Organoide Gallen

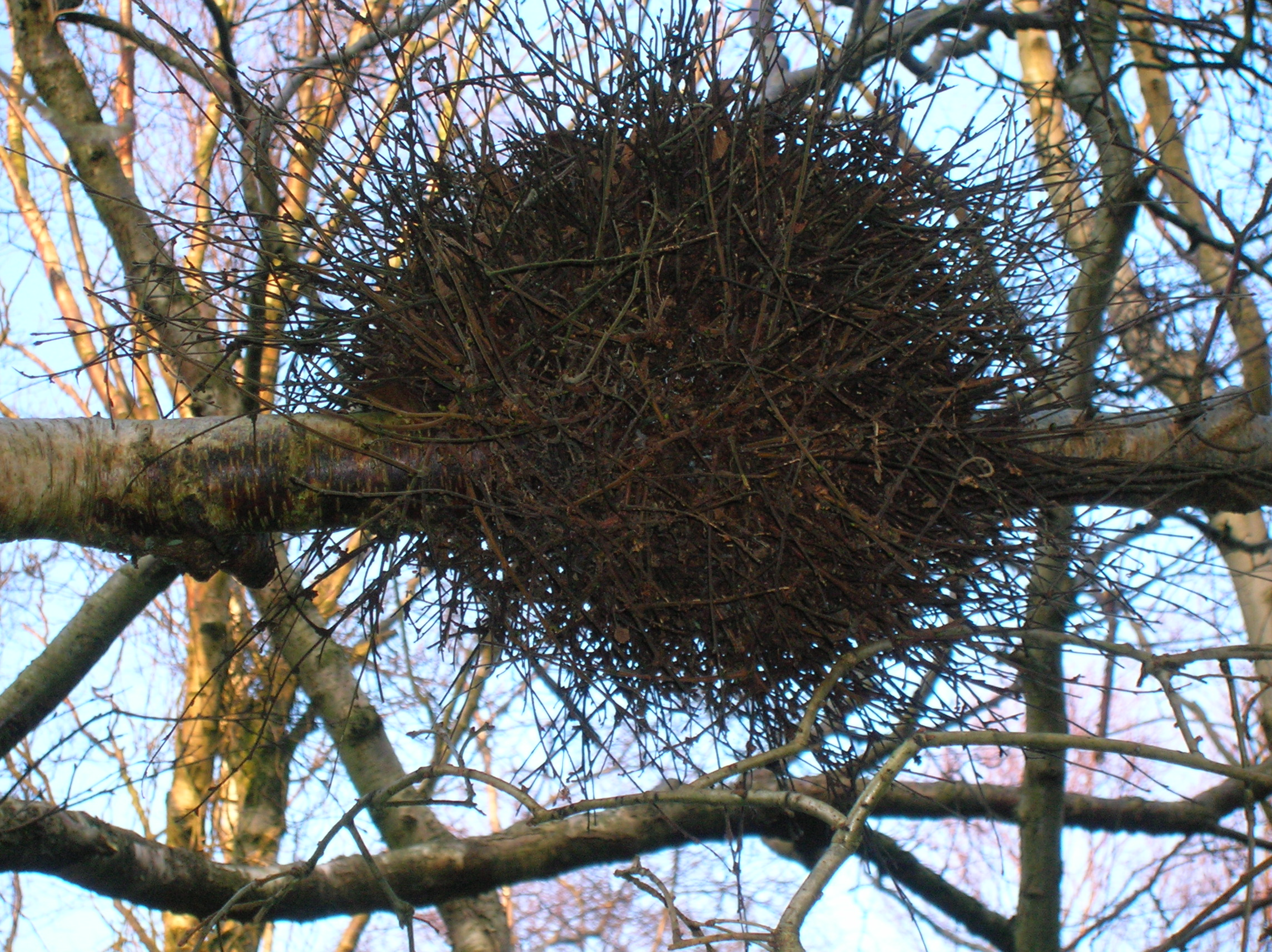
Verzweigungsanomalie („Hexenbesen“).

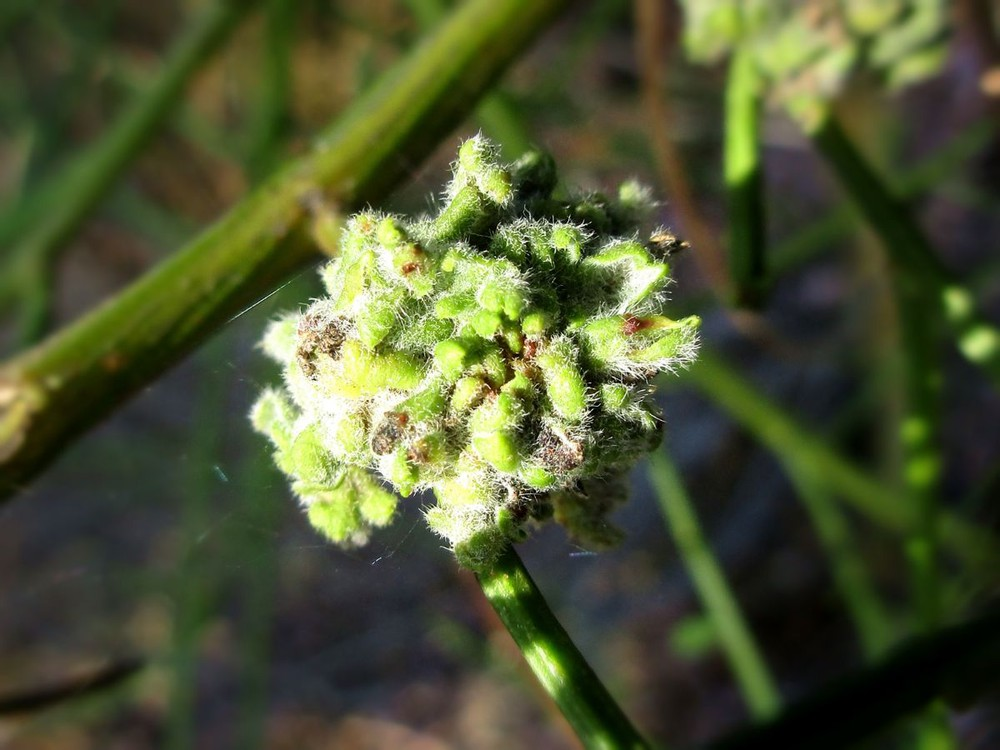
Gallbildung der Gallmilbe Aceria genistae an den Blättern des Besenginsters.

Organoide Gallen sind Abwandlungen in der Ausbildung einzelner Organe der Pflanzen und lassen sich weiter in Formanomalien, Blattstellungsanomalien, Verzweigungsanomalien und Neubildungen von Organen gliedern.

### Histoide Gallen
Histoide Gallen sind Veränderungen des Pflanzengewebes, die keine nähere Gliederung in einzelne Organe zulassen. Sie können in Filzgallen, Blattrollungen, Blattfaltungen, Beutelgallen, Umwallungsgallen und Markgallen unterteilt werden.

#### Filzgallen
Bei Filzgallen bildet sich auf der Epidermis der Pflanze eine kleine Haarschicht, der so genannte Filz. Diese Haarschicht wird von den Gallerregern, zumeist Gallmilben, bewohnt und dient ihnen als Schutz gegen schlechte Umweltbedingungen und Fressfeinde.
Leicht aufzufinden sind die Gallen von Aceria genistae am Besenginster.

#### Blattrollungen und Blattfaltungen

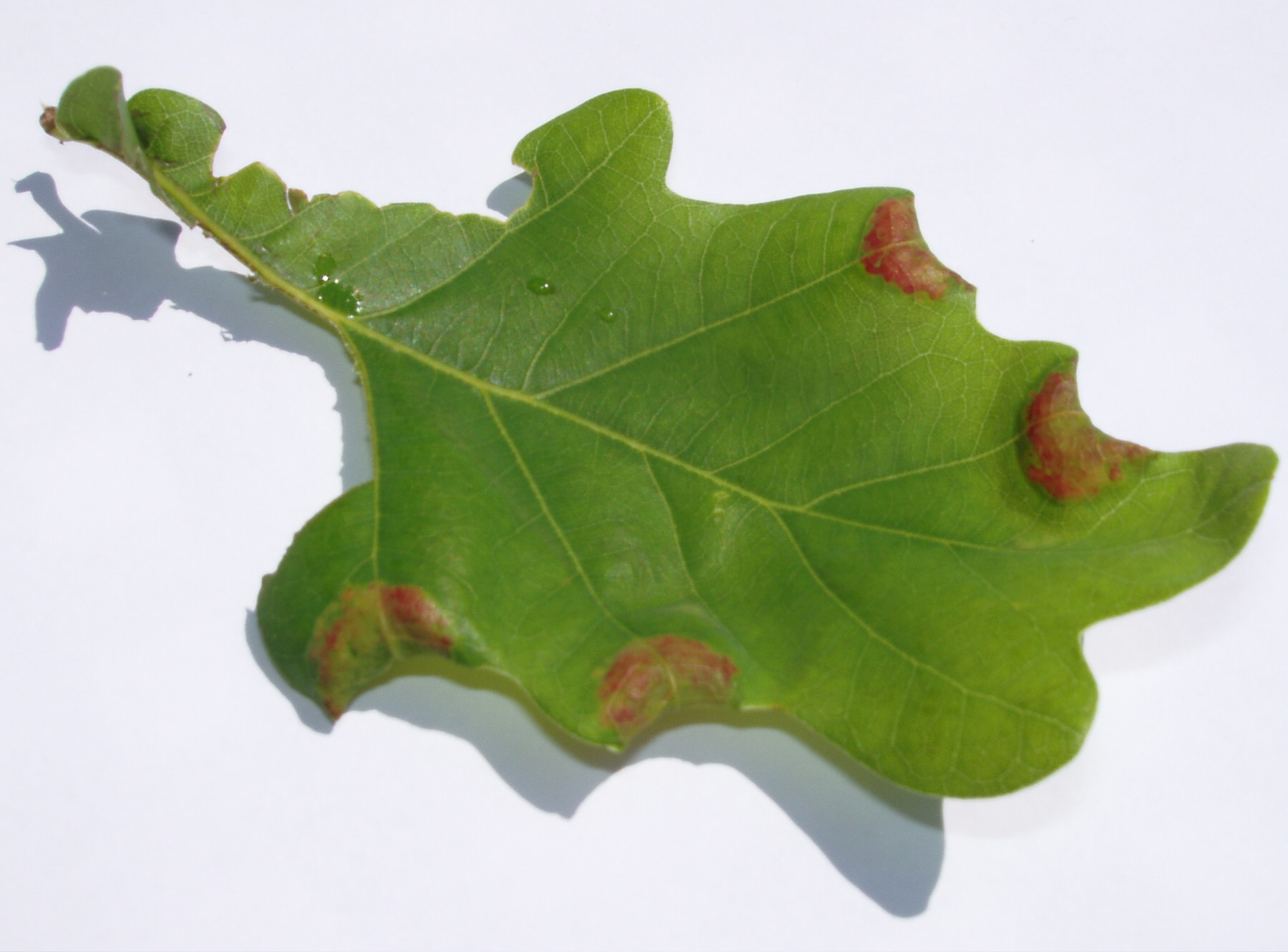
Blattfaltung, ausgelöst durch die Gallmücke Macrodiplosis dryobia

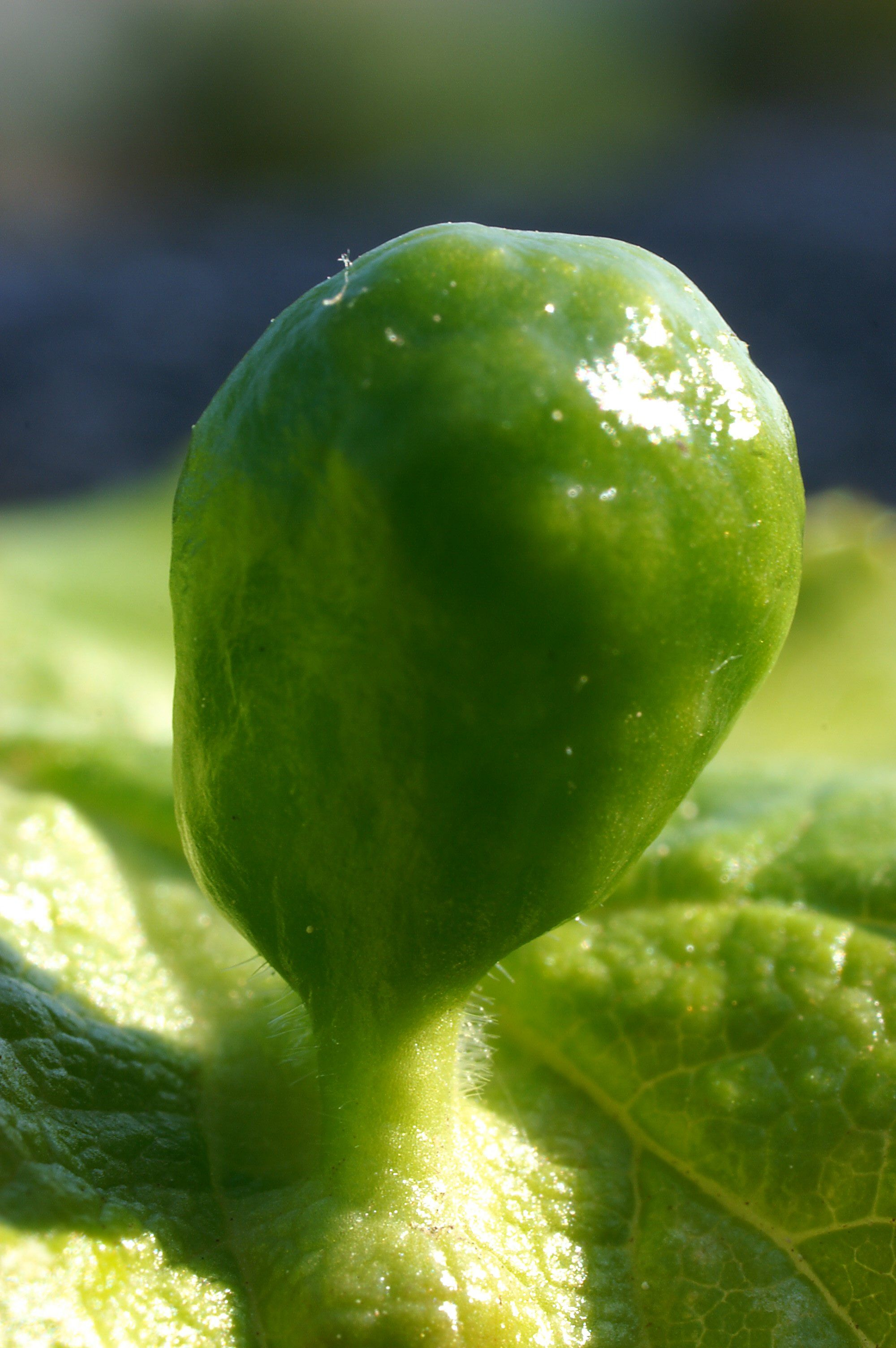
Beutelgalle an der Oberseite eines Goldulmenblattes

Pflanzengallen, die durch Blattrollung oder Blattfaltung entstehen, verändern den natürlichen Blattwuchs an einer Knickstelle, bei der das Blattende anfängt sich aufzurollen und eine schützende Schicht um den Erreger bildet. Gallen, die durch Blattrollung oder Blattfaltung entstehen, sind bedingt durch ein schnelleres Wachstum der unteren Blattseite, oder durch eine Hemmung des Wachstums an der oberen Seite des Blattes. Durch diese Veränderung entsteht sowohl eine typische Knickstelle als auch eine auf der Oberseite oval geformte Faltung, die sich wie ein schützender Panzer um den Erreger legt. Diese so gebildete Schicht schützt diesen gegen widrige Umwelteinflüsse und Fressfeinde, ist aber in der Regel leicht zu öffnen, da das Ende der Rollung zumeist nicht mit der Blattoberseite verwächst, sondern nur aufliegt.

#### Beutelgallen
Beutelgallen entstehen durch ein Streckungswachstum von allen Blattgewebeschichten, das zu einer Ausstülpung an dem Angriffsort des Erregers führt. Dieses Streckungswachstum hat die Bildung eines großen Hohlraums zur Folge, der von dem Erreger bewohnt wird. Einzig eine kleine Öffnung an der Unterseite des Blattes bleibt oftmals bestehen, die häufig von einer feinen Filzschicht verschlossen wird und dadurch einen Luftaustausch ermöglicht.

#### Umwallungsgallen
Umwallungsgallen werden erzeugt, indem der Erreger auf der Blattoberfläche einen verstärkten wulstähnlichen Wuchs um sich herum auslöst, der schließlich über ihm zusammenwächst und den Erreger einschließt. Häufig bleibt dabei jedoch ein kleines Ausgangsloch bestehen, über das der Erreger die Galle verlassen kann, sobald seine Entwicklung abgeschlossen ist.

#### Markgallen
Markgallen sind Gallformen, bei dem das Wachstum der Galle von den inneren Schichten der Pflanzen ausgeht. Man kann sie in geschlossene Gallen und freie Gallen unterteilen.
- Bei geschlossenen Gallen wird das Gewebe der Pflanze nach außen hin nicht durchbrochen. Die Wachstumsreaktion beschränkt sich auf das innere Gewebe.

- Freie Gallen hingegen durchdringen die Gewebeschichten des Wirtsorgans.

### Einteilung des Gallgewebes
Durch die Gallbildung entstehendes Gewebe kann man in kataplasmatisches und prosoplasmatisches Gallgewebe einteilen.
- Bei kataplasmatischem Gewebe ist der Gewebeaufbau der befallenen Organe gleich oder sehr ähnlich wie bei nichtbefallenen jugendlichen Organen der gleichen Art.

- Prosoplasmatisches Gewebe weist Ausdifferenzierungen auf, die bei normal entwickeltem Gewebe des Pflanzenorgans nicht vorkommen.

## Bestimmung von Gallen

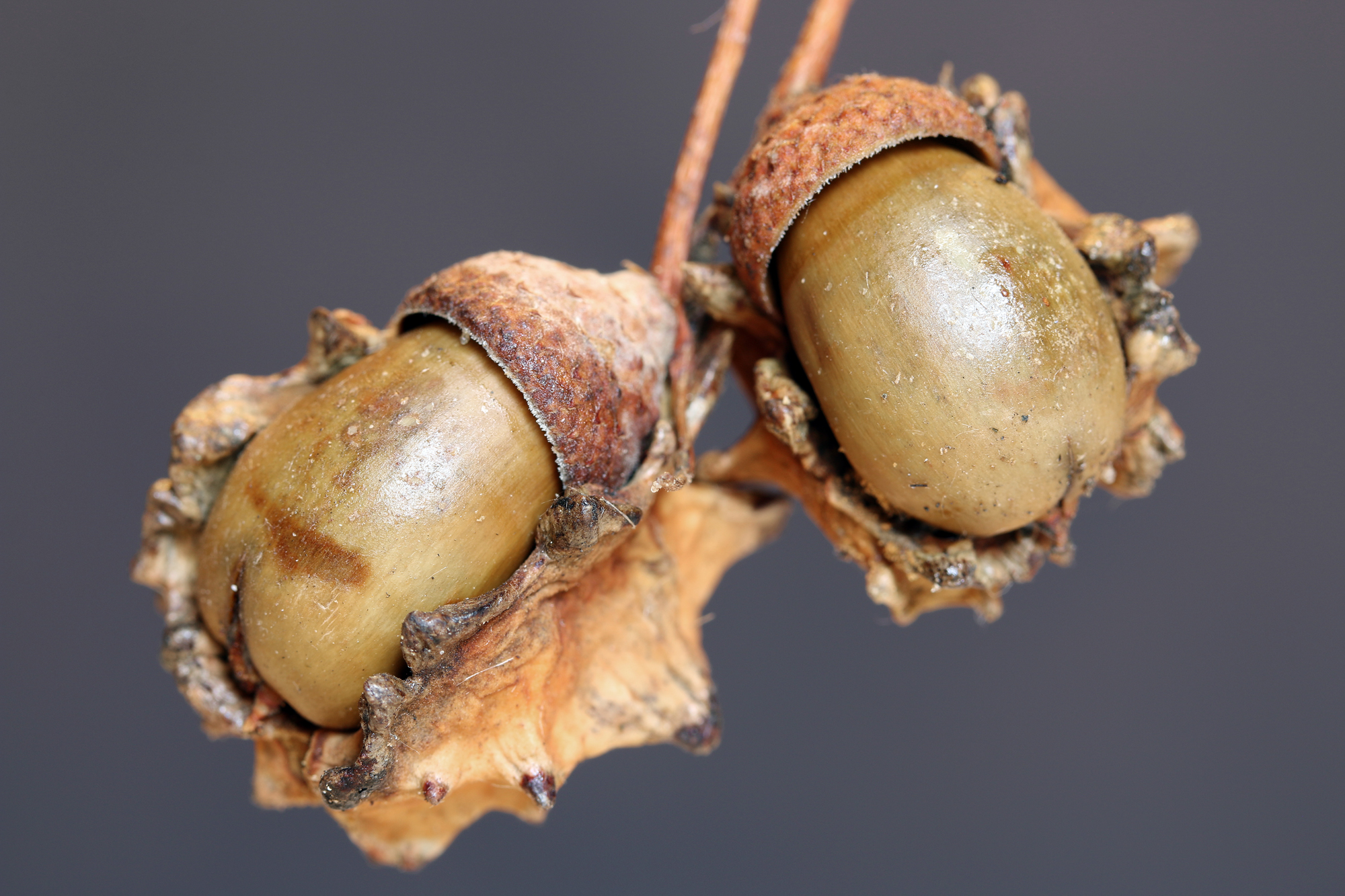
Andricus quercuscalicis auf Quercus robur

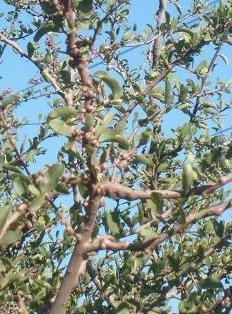
Cecidien auf Schinus polygama

Angesichts der großen Anzahl von Gallerregern ist eine eindeutige Bestimmung des Gallerregers nicht immer leicht. Das wichtigste Merkmal eines Gallerregers ist der Wirt, auf dem er seine Galle ausbildet. Hierbei muss allerdings berücksichtigt werden, dass einige Gallerreger einen Wirtswechsel vollziehen.
Einer der beliebtesten Wirte ist die Eiche, auf der besonders viele Arten ihre Gallen ausbilden. Warum sich so viele Gallerreger auf die Eiche spezialisiert haben, ist noch nicht näher erforscht.
Ein weiteres wichtiges Kriterium ist der genaue Ort der Ausbildung der Galle auf dem Wirt. Grundsätzlich können alle Organe der Pflanze Gallen ausbilden, wobei die Teile der Pflanze, die über der Erde liegen, eine deutlich höhere Anzahl von auf sie spezialisierten Gallenerregern aufweisen. Neben den recht häufig auffindbaren Blattgallen, die auf den Blättern der Wirtspflanze gebildet werden, sind die am häufigsten betroffenen Organe der Pflanzen die Blüte, die Wurzel und der Stamm oder Stängel der Pflanze. Hinzu kommen aber noch Erreger, die das Wachstum der gesamten Pflanze verändern können, zumindest den oberirdisch liegenden Teil.
Ein weiteres Unterscheidungsmerkmal ist das zeitliche Auftreten der Galle an ihrem Wirt. Hierbei muss allerdings berücksichtigt werden, dass das Vorkommen von zahlreichen Gallformen, insbesondere ausgelöst durch Bakterien, Viren und weitere einzellige Lebewesen, zeitlich nicht begrenzt ist.
Eine Einteilung in Eigenschaften der Galle wurde schon von einigen Forschern vorgeschlagen, allerdings konnte sich bis heute kein System zur Klassifizierung durchsetzen. Eine derartige Kategorisierung ist auch dadurch erschwert, dass Gallen zumeist mehrere formgebende Eigenschaften besitzen. Weiter verkompliziert wird dies dadurch, dass sich selbst Gallbildungen eines Gallerregers, die auf dem gleichen Pflanzenorgan stattfinden, sowohl in der gesamten Form als auch im Gewebeaufbau erheblich voneinander unterscheiden können. Dazu
können äußere Umstände wie der Zustand der Wirtspflanze und allgemein klimatische und meteorologische Umstände den Aufbau und Wachstumsprozess der Galle stark beeinflussen.

## Gallen als Lebensraum
Gallen dienen nicht nur dem Gallerzeuger als Lebensraum. Sie werden oft von weiteren Organismen genutzt. Der Übergang zwischen bloßen Mitnutzern (Inquilinismus) bis zum Parasitoid, der sich in der Galle vom Gallerzeuger ernährt, ist dabei fließend. 
Verlassene Gallen dienen häufig als Zufluchtsort von Inquilinen, die in die Galle einziehen, nachdem der Gallerzeuger die Galle bereits verlassen hat, oder den Gallerzeuger aus der Galle entfernen oder auffressen. In manchen Fällen verändern die Inquilinen durch ihre Anwesenheit die Form der besetzten Galle, so dass man sie von unbesetzten Gallen und Gallen, die noch von ihren ursprünglichen Erzeugern bewohnt werden, schon von außen unterscheiden kann.
Neben Inquilinen gibt es noch einige Sekundär- und Tertiärparasiten, die ebenfalls in den Gallen zu finden sein können. Die Anwesenheit dieser Parasiten geht häufig mit dem Tod des Gallerzeugers einher.